# Supergrupul SAR
Supergrupul SAR este o cladă care conține heterokontele, alveolatele și Rhizaria. Numele „SAR” vine de la prima literă a numelui fiecărui grup conținut. SAR include majoritatea chromalveolatelor, în afară de Hacrobia. Thomas Cavalier-Smith a propus ca acest grup să se numească „Harosa” și să aibă nivelul de subregn.